# Farol do Cabo Branco
O Farol do Cabo Branco localiza-se sobre uma falésia na praia de Cabo Branco em João Pessoa, capital do estado brasileiro da Paraíba. A construção situa-se cerca de 800 metros ao norte da Ponta do Seixas, o ponto mais oriental do Brasil continental. O farol, que tem uma forma triangular única no país, é um dos mais importantes e visitados cartões postais da capital paraibana.

## Descrição
Formado por uma torre triangular em concreto, três projeções pontiagudas em forma de asa a 3,5 m do chão, o farol é pintado de branco com uma faixa horizontal preta logo acima das asas. Há décadas, muito antes de a cidade de João Pessoa entrar no roteiro turístico, este farol já era conhecido por marcar «o ponto mais oriental das Américas»; todavia tal título pertence a Ponta do Seixas, que situa-se nas proximidades.
O projeto do monumento é de Pedro Abraão Dieb, professor aposentado Departamento de Arquitetura e Urbanismo da Universidade Federal da Paraíba (UFPB), que faleceu no dia 26 de novembro de 2007, em João Pessoa. Foi inaugurado em 21 abril de 1972, no governo de Emílio Médici, em plena ditadura militar. Os seus projetistas tiveram a intenção de representar uma planta de sisal, ao desenhar o farol. O sisal representou um dos ciclos econômicos mais duradouros e lucrativos no estado da Paraíba.